# Сан Роко (Кунео)
Сан Роко (итал. San Rocco) је насеље у Италији у округу Кунео, региону Пијемонт.
Према процени из 2011. у насељу је живело 1326 становника. Насеље се налази на надморској висини од 557 м.